# De inventione
De inventione (lateinisch für ‚über die Auffindung‘, seltener auch libri rhetorici genannt) ist Marcus Tullius Ciceros erstes theoretisches Werk, das sich mit der Rhetorik auseinandersetzt. Es entstand in den 80er Jahren des 1. Jahrhunderts v. Chr., zeitgleich etwa zur Rhetorica ad Herennium eines unbekannten Verfassers. Zusammen mit der Rhetorica ad Herennium gehört De inventione zu den ältesten überlieferten Abhandlungen über die Rhetorik in lateinischer Sprache.
In De inventione widmet sich Cicero in zwei Büchern der titelgebenden inventio, der Findung des rednerischen Stoffes, welche den ersten Teil der rhetorischen Lehre darstellt. Das erste Buch beschreibt die Statuslehre und die einzelnen Teile einer Rede. Das zweite Buch beschäftigt sich eingehend mit den Themen der Beweisführung (confimatio) und der Widerlegung (reprehensio).
Im Proömium des ersten Buches begegnet bereits ein zentraler Aspekt von Ciceros Bildungsprogramm, das er später in De oratore weiter ausarbeiten wird. So lässt sich bereits in De inventione das Ideal erkennen, dass Philosophie und Redekunst nicht getrennt werden dürfen, sondern eine Einheit bilden sollten, da sie sich gegenseitig bedingen. Die von ihm kritisierte folgenschwere Trennung (discidium) von Philosophie und Redekunst führt er in De oratore auf Sokrates zurück.
Okko Behrends führt in seinen Betrachtungen zur „geistigen Mitte des römischen Rechts“ aus, dass Cicero in dem Werk seine naturrechtlich geprägten rechtsethischen Vorstellungen für das Zusammenleben der Menschen (ius humanum) niederlege. Diese setzen sich aus fünf Grundwerten zusammen, die da lauten: pietas (Pflichtgefühl), gratia (Dankbarkeit), vindicatio (wohlbegründete Ansprüche zur umfassenden Selbstbehauptung), observantia (Ehrerbietung gegenüber Höherstehenden; Generationenloyalität) und veritas (ethische Verpflichtung auf Wahrheit, technisch: fides).
In den 50er Jahren des ersten vorchristlichen Jahrhunderts distanzierte sich Cicero in De oratore von seinem Jugendwerk und behauptete, jene „flüchtigen Aufzeichnungen“ (commentariola) hätten sich eher zufällig und gegen seinen Willen verbreitet.

## Ausgaben und Übersetzungen
- Eduard Ströbel (Hrsg.): M. Tvlli Ciceronis scripta qvae manservnt omnia. fasc. 2, Teubner, Leipzig 1977 (Nachdruck 1915), ISBN 3-51901170-0 (kritische Ausgabe).
- Theodor Nüßlein (Hrsg. und Übersetzer): Cicero: Über die Auffindung des Stoffes. Über die beste Gattung von Rednern. Lateinisch-deutsch. Artemis & Winkler, Düsseldorf, Zürich 1998. ISBN 978-3-05005360-8